# Wonaszek A. Antal
Wonaszek A. Antal (Liblin, 1871. január 7. – Budapest, 1902. január 25.) csillagász, fizikus.

## Életrajza
Wonaszek Adolf és Heischmann Katalin fiaként született. 1893-tól Kiskartalon Podmaniczky Géza magáncsillagvizsgálójának obszervátora, Kövesligethy Radónak asszisztense, majd az intézmény vezetője; valamint a budapesti VI. kerületi főgimnázium tanára volt. Rendszeres Nap-, Hold- és üstökösmegfigyelések mellett főként a Jupiter és a Saturnus bolygók tanulmányozásával foglalkozott. Halálát vesegyulladás okozta.
Cikkei megjelentek a Kis-Kartali Obszervatórium Kiadványaiban (1895–1901), a Természettudományi Közlönyben, Az Időjárásban és az Astronomische Nachrichtenben is.

## Családja
Felesége Lechner Gabriella Klotild (1875–1947), Lechner Gyula festőművész és Uhink Antónia Mária lánya, akit 1899. június 3-án Budapesten, a Józsefvárosban vett nőül.
Gyermekei:
- Wonaszek Olga (1900–1975)
- Wonaszek Ödön Tivadar (1901–1909)

## Főbb munkái
- Az utolsó tizenöt év az üstökösök történetéből (Budapest, 1895)
- A Kis-Kartali csillagda tevékenysége, 1893. október-1895. október (Budapest, 1895)
- A Saturnus gyűrűrendszerén mutatkozó concav árnyék… (A Kis-Kartali Csillagvizsgáló Intézet tevékenységei, II., Budapest, 1901)
- A Jupiter felületképződményeinek periódusa (A Kis-Kartali Csillagvizsgáló Intézet tevékenysége, Budapest, 1901)
- Astronomia (Pozsony, 1902).